# Lena Hellström (författare)
Lena Hellström, född 1952 död 2019, var en svensk fotograf, författare och bildkonstnär.
Som fotograf var Hellström specialiserad på Bergslagens natur och kulturliv. Fotokonsten anknyter till författarskapet, med dess dokumentära skildringar och vardagsrealistiska personporträtt.
Lena Hellström var utbildad etnolog och har varit utställningschef på Örebro läns museum och chef för Rackstadmuseet.